# Wiadukt Shankend
Wiadukt Shankend (ang. Shankend Viaduct) – nieczynny wiadukt kolejowy położony na obszarze szkockiego hrabstwa Scottish Borders.

## Opis
Wiadukt przebiega nad doliną i strumieniem Langside Burn. Został wybudowany wraz z położonym na południu tunelem kolejowym Whitrope (ang. Whitrope Tunnel). Wiadukt tworzy 15 przęseł z prześwitem o szerokości 10,6 m i wysokości 18,3 m. Wiadukt leży w słabo zaludnionym regionie Scottish Borders. Najbliższą większą miejscowością jest położony 9 km na północ Hawick.

## Historia
Wiaduktem prowadziła otwarta 24 czerwca 1862 ostatnia część linii kolejowej Waverley Line pomiędzy Edynburgiem, a Carlisle, obsługiwana przez towarzystwo kolejowe North British Railway. Całkowite zamknięcie ruchu linii Waverley Line nastąpiło 6 stycznia 1969 roku. W okresie późniejszym zlikwidowano tory. W 1971 roku wiadukt wpisano na szkocką listę zabytków, w kategorii B. W latach 2008–2009 wiadukt został odrestaurowany.

## Galeria

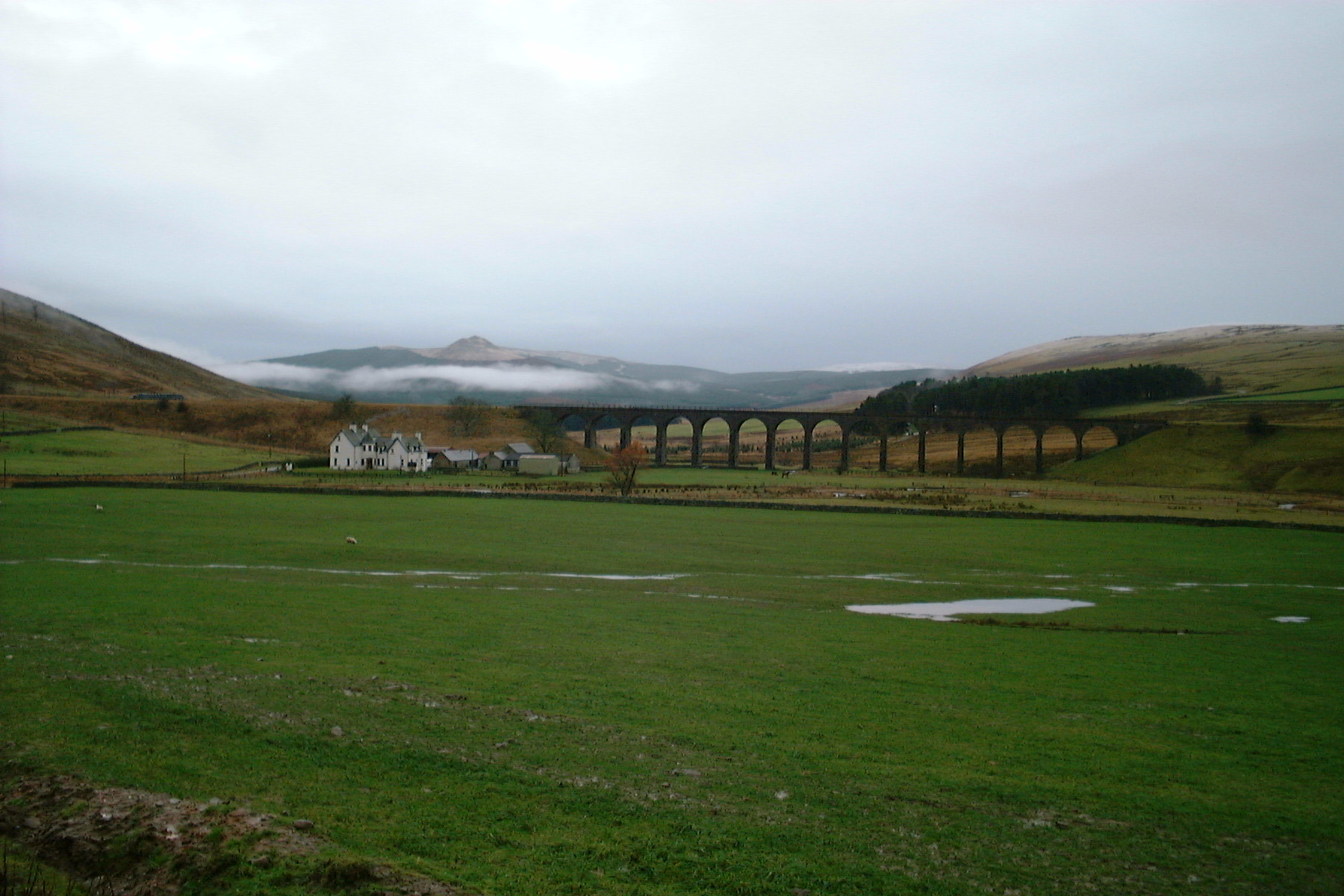
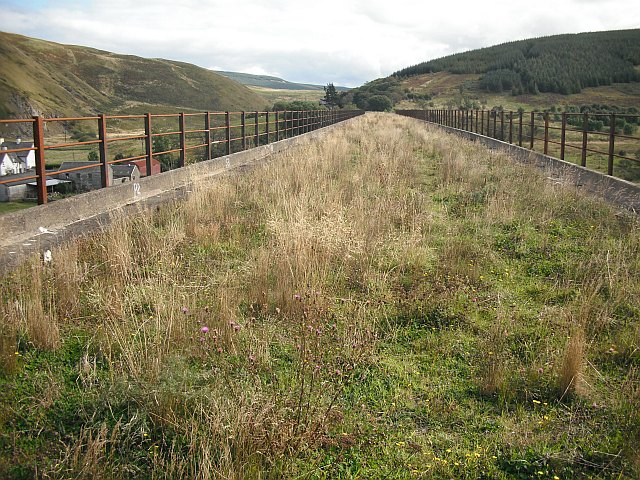